# Jocelyn de Grandis
Jocelyn de Grandis (Besanzón, 23 de noviembre de 1980) es un deportista francés que compitió en tiro con arco, en la modalidad de arco recurvo.
Ganó una medalla de bronce en el Campeonato Mundial de Tiro con Arco en Sala de 2003, tres medallas en el Campeonato Europeo de Tiro con Arco al Aire Libre, en los años 2000 y 2002, y dos medallas de oro en el Campeonato Europeo de Tiro con Arco en Sala, en los años 2004 y 2008.

## Palmarés internacional
| Campeonato Mundial en Sala       | Campeonato Mundial en Sala | Campeonato Mundial en Sala | Campeonato Mundial en Sala |
| Año                              | Lugar                      | Medalla                    | Prueba                     |
| -------------------------------- | -------------------------- | -------------------------- | -------------------------- |
| 2003                             | Nimes (Francia)            | Medalla de bronce          | Equipo                     |
| Campeonato Europeo al Aire Libre |                            |                            |                            |
| Año                              | Lugar                      | Medalla                    | Prueba                     |
| 2000                             | Antalya (Turquía)          | Medalla de bronce          | Individual                 |
| 2000                             | Antalya (Turquía)          | Medalla de bronce          | Equipo                     |
| 2002                             | Oulu (Finlandia)           | Medalla de oro             | Equipo                     |
| Campeonato Europeo en Sala       |                            |                            |                            |
| Año                              | Lugar                      | Medalla                    | Prueba                     |
| 2004                             | Sassari (Italia)           | Medalla de oro             | Individual                 |
| 2008                             | Turín (Italia)             | Medalla de oro             | Equipo                     |